# Sarah Spale
Sarah Spale-Bühlmann (* 7. Dezember 1980 in Basel) ist eine Schweizer Schauspielerin.

## Leben
Sarah Spale wuchs in Basel auf und beendete ihre schulische Ausbildung mit der Matura. Noch unter ihrem Mädchennamen Sarah Bühlmann spielte sie am Jungen Theater Basel in zwei Aufführungen mit. An der Universität Hildesheim nahm sie ein Studium in Kulturwissenschaften und ästhetischer Praxis auf. Anschliessend liess sie sich in Ludwigsburg (Baden-Württemberg) zur Schauspielerin ausbilden.
Ihr Debüt vor der Kamera gab Sarah Spale in dem Fernsehfilm Dilemma. Für diese Rolle erhielt sie 2003 eine Nominierung für den Schweizer Filmpreis. 2008 spielte sie die Sophie Preisig in der Schweizer Fernsehserie Tag und Nacht. Internationale Beachtung fand Spale in ihrer Darstellung der Catarina Mendez in der von Regisseur Bille August inszenierten Literaturverfilmung Nachtzug nach Lissabon neben Hauptdarsteller Jeremy Irons, Bruno Ganz und Martina Gedeck. Als Theaterschauspielerin war sie unter anderem am jungen theater basel und dem Stadttheater Hildesheim tätig.
Sie ist seit 2010 mit dem Uni-Sportlehrer Philipp Spale verheiratet. Das Ehepaar hat zwei 2010 und 2014 geborene Söhne.

## Filmografie
- 2002: Dilemma (Fernsehfilm)
- 2005: Die Burg (Kurzfilm)
- 2008: Jimmie (Fernsehfilm)
- 2008: Winterstille
- 2008: Tag und Nacht (Fernsehserie)
- 2009: Das Brautkleid (Kurzfilm)
- 2009: Giulias Verschwinden
- 2010: Hugo Koblet – Pédaleur de charme (Filmbiografie)
- 2010: Charlys Comeback (Fernsehfilm)
- 2013: Nachtzug nach Lissabon
- 2013: Tatort: Geburtstagskind
- 2017–2022: Wilder (Fernsehserie)
- 2019: Fensterlos (Kurzfilm)
- 2020: Platzspitzbaby
- 2023: Die Nachbarn von oben
- seit 2024: School of Champions (Fernsehserie)

## Auszeichnungen
- 2021: Schweizer Filmpreis 2021 als beste Darstellerin in Platzspitzbaby
- 2021: Solothurner Filmtage, Prix Swissperform, Jurypreis für ihre Rolle in Wilder[3]